# Papan
Papan est un village de la Région du Littoral du Cameroun, situé dans la commune de Ngambe. 

## Population et développement
En 1967, la population de Papan était de 84 habitants, essentiellement des Babimbi du peuple Bassa. La population de Papan était de 47 habitants dont 28 hommes et 19 femmes, lors du recensement de 2005.  